# Дітмар Кюбауер
Дітмар Кюбауер (нім. Dietmar Kühbauer, нар. 4 квітня 1971, Гайлігенкройц-ім-Лафніцталь) — колишній австрійський футболіст, що грав на позиції півзахисника. По завершенні ігрової кар'єри — тренер.
Виступав за австрійські клуби «Адміра-Ваккер», «Рапід» (Відень) та «Маттерсбург», іспанський «Реал Сосьєдад» і німецький «Вольфсбург», а також національну збірну Австрії, разом з якою був учасником чемпіонату світу.

## Клубна кар'єра
У дорослому футболі дебютував 1987 року виступами за команду «Адміра-Ваккер», в якій провів п'ять сезонів, взявши участь у 121 матчі чемпіонату. Більшість часу, проведеного у складі «Адміри-Ваккер», був основним гравцем команди.

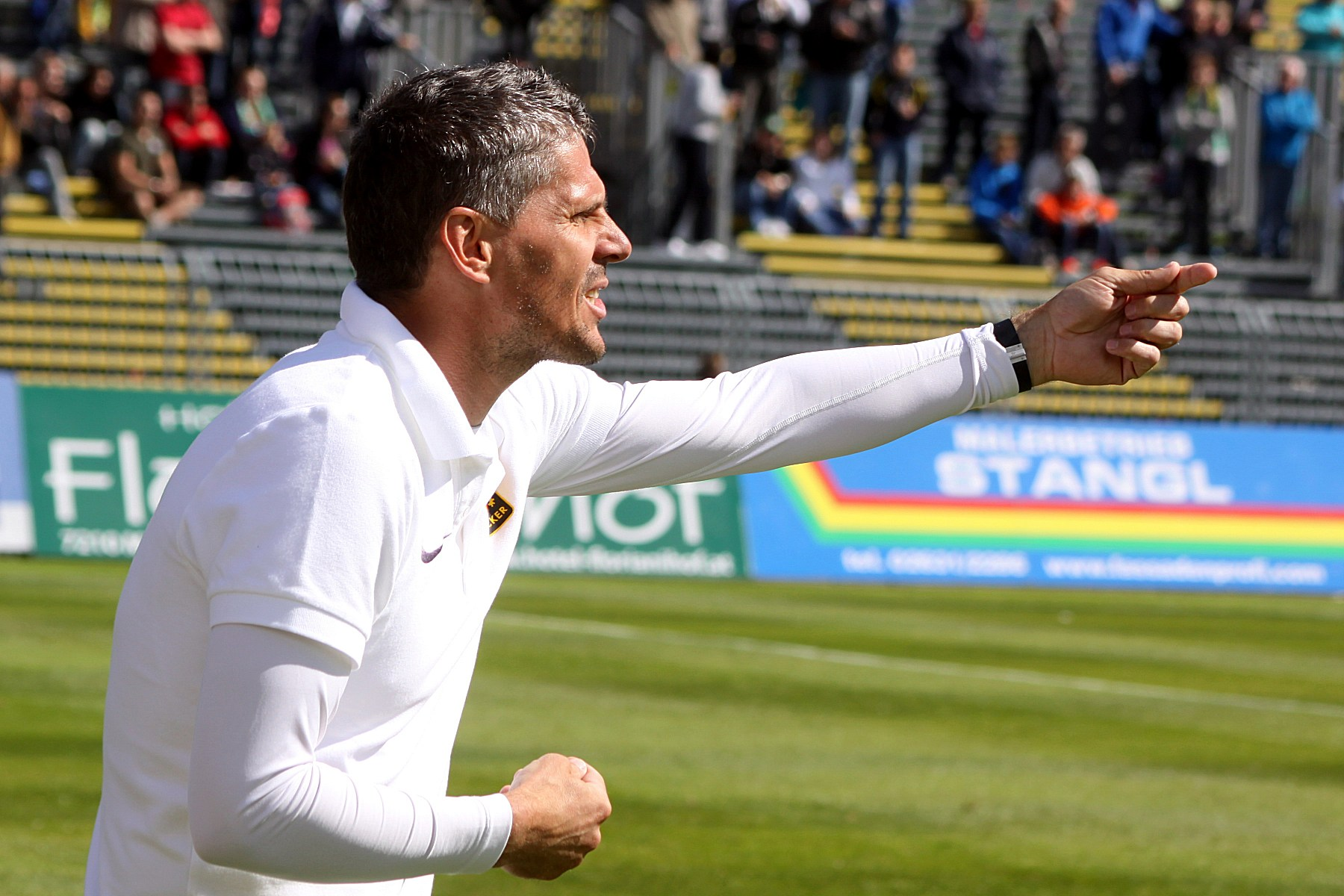
Дітмар Кюбауер під час роботи з «Адмірою-Ваккер». 26 травня 2013 року

Своєю грою за цю команду привернув увагу представників тренерського штабу клубу «Рапід» (Відень), до складу якого приєднався 1992 року. Відіграв за віденську команду наступні п'ять сезонів своєї ігрової кар'єри. Граючи у складі віденського «Рапіда» також здебільшого виходив на поле в основному складі команди. За цей час виборов титул володаря Кубка Австрії та став чемпіоном Австрії.
16 лютого 1997 року машина збила його вагітну дружину, яка, пролежавши у комі, незабаром померла. Після важкого потрясіння він вирішив виїхати за кордон, щоб почати грати заново. Там він грав у іспанській Ла Лізі за «Реал Сосьєдад», а в 2000 році вирішив спробувати щастя в німецькій Бундеслізі, підписавши контракт з клубом «Вольфсбург», за який провів 49 ігор, забивши 8 голів.
Завершив професійну ігрову кар'єру у клубі «Маттерсбург», за який виступав протягом 2002—2008 років. За свою футбольну кар'єру він провів 546 ігор і забив 74 голи.

## Виступи за збірну
В травні 1992 року дебютував в офіційних матчах у складі національної збірної Австрії в товариській грі проти збірної Польщі.
У складі збірної був учасником чемпіонату світу 1998 року у Франції, на якому зіграв у трьох матчах.
Протягом кар'єри у національній команді, яка тривала 14 років, провів у формі головної команди країни 55 матчів, забивши 5 голів.

## Кар'єра тренера
Розпочав тренерську кар'єру відразу ж по завершенні кар'єри гравця, 18 листопада 2008 року, очоливши тренерський штаб дублю клубу «Адміра-Ваккер». У 2010 році він став головним тренером першої команди, яку вивів до австрійської футбольної бундесліги.
З вересня 2013 по листопад 2015 року був тренером «Вольфсбергера».
1 квітня 2018 року Кюбауер очолив «Санкт-Пельтен», але вже у жовтні покинув команди щоб очолити «Рапід» (Відень).

## Титули і досягнення
Гравець
- Чемпіон Австрії:

«Рапід» (Відень): 1995/96
- Володар Кубка Австрії:

«Рапід» (Відень): 1994/95
Тренер
- Володар Кубка Австрії:

«Вольфсбергер»: 2024/25